# Réveillon (Orne)
Réveillon  es una población y comuna francesa, situada en la región de Baja Normandía, departamento de Orne, en el distrito de Mortagne-au-Perche y cantón de Mortagne-au-Perche.

## Demografía

### Población
El 2007 la población de hecho de Réveillon era de 353 personas. Había 136 familias de las cuales 40 eran unipersonales (28 hombres viviendo solos y 12 mujeres viviendo solas), 52 parejas sin hijos y 44 parejas con hijos.

La población ha evolucionado a lo largo del tiempo, como podemos observar en las siguientes tablas y gráficos: 
| 363 | 402 | 381 | 341 | 349 | 288 |
| Para los censos de 1962 a 1999 la población legal corresponde a la población sin duplicidades (Fuente: INSEE [Consultar]) |     |     |     |     |     |

### Viviendas
El 2007 había 184 viviendas, 147 eran la vivienda principal de la familia, 21 eran segundas residencias y 16 estaban desocupados. 181 eran casas y 3 eran apartamentos. De las 147 viviendas principales, 114 estaban ocupados por sus propietarios, 30 estaban alquilados y ocupados por los locatarios y 3 estaban cedidos a título gratuito; 12 tenían dos cámaras, 22 tenían tres, 38 tenían cuatro y 75 tenían cinco o más. 124 viviendas disponían por el cabizbajo de una plaza de parking. A 66 viviendas había un automóvil y a 70 había dos o más.

## Economía
El 2007 la población en edad de trabajar era de 214 personas, 174 eran activas y 40 eran inactivas. De las 174 personas activas 164 estaban ocupadas (91 hombres y 73 mujeres) y 10 estaban paradas (3 hombres y 7 mujeres). De las 40 personas inactivas 19 estaban jubiladas, 14 estaban estudiando y 7 estaban clasificadas como "otros inactivos".

### Ingresos
El 2009 a Réveillon había 145 unidades fiscales que integraban 343 personas, la mediana anual de ingresos fiscales por persona era de 18.751€.

### Actividades económicas
De los 16 establecimientos que había el 2007, 1 era de una empresa extractiva, 6 de empresas de construcción, 2 de empresas de comercio y reparación de automóviles, 1 de una empresa de hostería y restauración, 2 de empresas de servicios, 1 de una entidad de la administración pública y 3 de empresas clasificadas como "otras actividades de servicios".
Dels 5 establiments de servei als particulars que hi havia el 2009, 1 era un paleta, 1 guixaire pintor, 2 fusteries i 1 lampisteria.
El año 2000 a Réveillon había 16 explotaciones agrícolas que ocupaban un total de 711 hectáreas.

## Poblaciones más próximas
La siguiente tabla muestra las poblaciones más próximas de Réveillon: 
| Saint-Denis-sur-Huisne 1.7 km | Comblot 3.1 km                   | Loisail 3.4 km                |
| Courgeon 3.7 km               | Saint-Langis-lès-Mortagne 4.2 km | Le Pin-la-Garenne 4.3 km      |
| Mortagne-au-Perche 4.8 km     | Parfondeval 4.9 km               | Corbon 5.1 km                 |
| Mauves-sur-Huisne 5.3 km      | Saint-Mard-de-Réno 6 km          | La Chapelle-Montligeon 6.2 km |

 Ciudades y pueblos cerca de Réveillo